# Franz-Josef Toth
Franz-Josef Toth (* 28. August 1955) ist ein ehemaliger deutscher Fußballspieler und -trainer.

## Karriere
Franz-Josef Toth spielte Fußball in der Jugend der Stuttgarter Kickers. Dort schaffte er den Sprung in den Seniorenbereich und absolvierte 100 Spiele für die erste Mannschaft der Kickers. 1979 wechselte Toth zu Holstein Kiel und kam dort in zwei Spielzeiten zu 24 Einsätzen in der 2. Bundesliga Nord. Danach kehrte er wieder nach Stuttgart zurück und war für die Amateurmannschaft der Kickers aktiv. Des Weiteren spielte er für den SV Hechingen und den FV Biberach.
Nach seiner Spielerkarriere war der Mittelfeldspieler als Trainer beim FC Wacker Biberach, SV Unlingen und dem SV Aßmannshardt tätig und trainierte auch die Frauenmannschaft von Eintracht Seekirch.